# Joodse begraafplaats (Deldeneresch)
De begraafplaats van de Joodse gemeenschap van Delden is gelegen aan de Flierveldsweg in Deldeneresch, in de Overijsselse gemeente Hof van Twente. Het is een rijksmonument.

## Geschiedenis
De eerste Joden vestigden zich op het eind van de 17e eeuw in Delden. Deze uit Duitsland afkomstige Joden vormden een kleine gemeenschap in Delden. Aanvankelijk begroeven zij hun doden op een begraafplaats achter Huize 't Eysink aan de Hengelosestraat in Delden. Na de invoering van de Wet op de lijkbezorging in 1869 voldeed deze begraafplaats niet aan de wettelijk eisen omdat een omheining ontbrak. De eigenaar van het terrein, baron Van Heeckeren van Wassenaer, was niet van plan een dergelijk omheining te plaatsen. Wel stelde hij een ander terrein in het Flier ten zuiden van Delden beschikbaar aan de joodse gemeenschap. De nieuwe begraafplaats werd omstreeks 1879 in gebruik genomen. Ook het nieuwe terrein was niet omheind, maar was wel gedeeltelijk door sloten van de rest van het terrein gescheiden. Op de nieuwe begraafplaats werd aan de rechterzijde van het toegangshek een metaheerhuisje gebouwd.
In 1838 was er sprake van een zelfstandige joodse gemeente in Delden. De synagoge van deze gemeente dateert uit de 18e eeuw. Halverwege de 19e eeuw bereikte de joodse gemeente in Delden haar grootste omvang en telde toen bijna zeventig leden. Tijdens de Tweede Wereldoorlog werd een groot deel van de joodse bevolking van Delden door de Duitsers gedeporteerd naar de vernietigingskampen en vermoord.
Na de Tweede Wereldoorlog verloor de gemeente haar zelfstandigheid en werd eerst bij de joodse gemeente van Enschede en daarna bij die van Hengelo gevoegd.
De begraafplaats is sinds de jaren zeventig van 20e eeuw de erkend als rijksmonument vanwege de "oudheidkundige en volkskundige waarde". De begraafplaats werd op initiatief van Alex Groenheim in 1991 gerestaureerd. Zijn naam en die van zijn broer Benny zijn aangebracht op het hek bij de begraafplaats. Beiden werden hier begraven. Benny in 1988 en Alex in 1992.

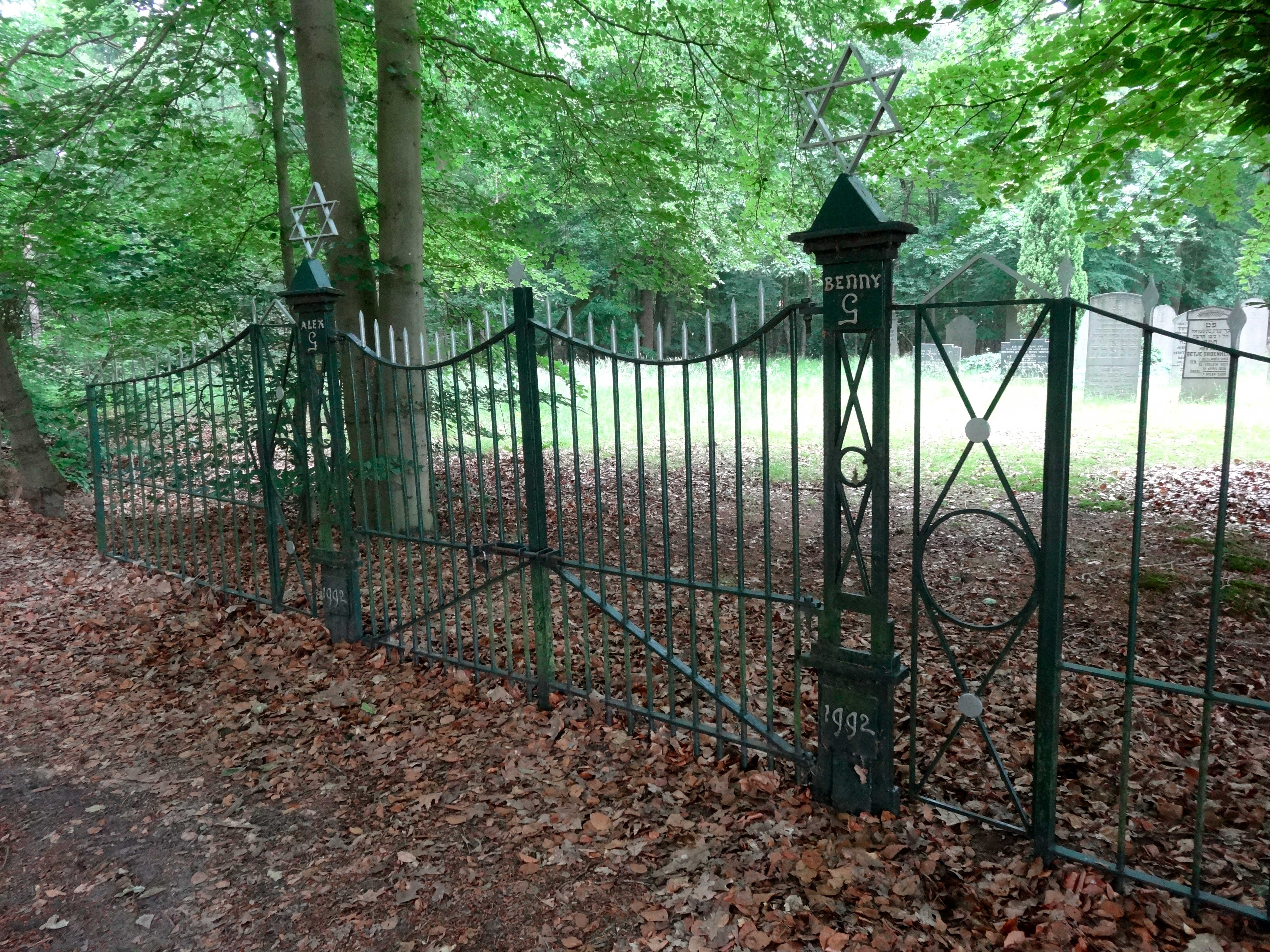
Hek van de begraafplaats in Deldeneresch
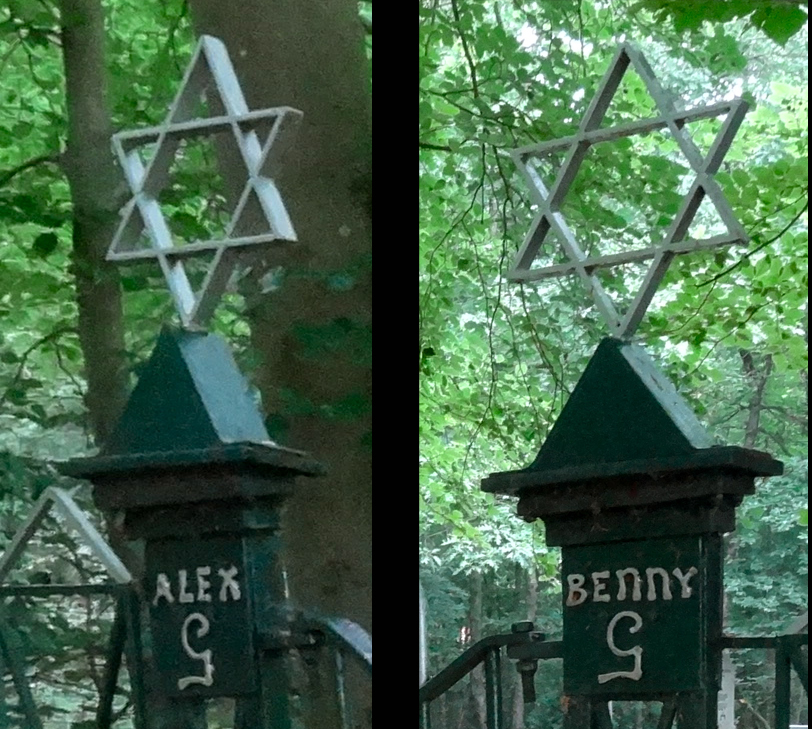
Twee details van het hek met de namen "Alex G" en "Benny G"